# 孩子們的戰爭
《兒童的戰爭》（日语：キッズ・ウォー），是日本TBS電視台在1999－2003年播出的午間系列电视連續劇，由中部日本放送製作、於TBS「連續劇30」時段播出。全劇共有5季，第1季於1999年8月2日－9月24日播出；第2季於2000年5月29日－7月28日播出；第3季於2001年7月30日－9月28日播出；第4季於2002年9月30日－11月22日播出；第5季於2003年7月28日－9月26日播出。
本劇在臺灣由國興衛視以日語原音加中文字幕首播。

## 登場人物及演員

### 主要登場人物
- 今井春子：生稻晃子

小茜與真理的生母，也是健一、里香、小浩的繼母。前飆車族。與中西伸二離婚後，跟大介再婚。本姓「津村」。第5季時過世，該角色以照片登場。
- 今井大介：川野太郎

健一、里香、小浩與真理的生父，也是小茜的繼父。前妻已故。曾經是食品公司的精英，但遭裁員。
- 今井友惠：島香織
- 今井茜：井上真央

春子與前夫所生的女兒。
- 今井健一：小谷幸弘
- 今井里香：宮崎真汐
- 今井浩：金澤匠
- 今井真理：水野杏美（第2季）→渡邊琉奈（第3季）→今井理緒（第4季）

### 其他人物
- 中西伸二：宇崎慧

小茜的生父。
- 紺野翼：齊藤祥太
- 風間一平：淺利陽介
- 辛西亞

在日巴西人。
- 黒木祐太郎：崎本大海
- 新田一也：齊藤慶太

與小翼為雙胞胎兄弟
- 武井文太：多賀名將也
- 大山太：小栗一將
- 並木陽介：長谷川慎
- 西岡由美子：椎葉繪里
- 石田真紀：小松愛
- 木村陽子：澤井美優
- 倉田正也：大門正明
- 大澤小太郎（校長先生）：大和田伸也
- 津村信彦：真夏龍

春子的哥哥與小茜的大舅。第2季以前經營工務店，第3季改建為「津村早餐店」。
- 山口翔太：上原風馬
- 山村恭二：正希光
- 良太

## 主題曲
- 第1季

主題曲（作詞・作曲：SHUJI／演唱：MELODY）
- 第2季

主題曲 （作詞・作曲：SHUJI／演唱：MELODY）
- 第3季

主題曲 （作詞・作曲：町田紀彦／編曲：虎じろう／演唱：ZONE）
- 第4季

主題曲（作詞・作曲：廣瀨香美／演唱：未來-MIKU-）
- 第5季

主題曲（作詞：高柳戀／作曲：酒井ミキオ／演唱：未來-MIKU-）

## 外部連結
- 中部日本放送－孩子們的戰爭
- 中部日本放送－孩子們的戰爭2
- 中部日本放送－孩子們的戰爭3
- 中部日本放送－孩子們的戰爭4
- 中部日本放送－孩子們的戰爭5